# Petrella Salto
Petrella Salto település Olaszországban, Lazio régióban, Rieti megyében. Lakosainak száma 1026 fő (2023. január 1.). Petrella Salto Borgo Velino, Concerviano, Fiamignano, Pescorocchiano, Varco Sabino, Longone Sabino, Antrodoco és Cittaducale községekkel határos.

## Népesség
A település lakossága az elmúlt években az alábbi módon változott:
| Lakosok száma | 1175 | 1146 | 1026 |
|               | 2017 | 2018 | 2023 |